# Лудянський Едуард Авер'янович
Едуард Авер'янович Лудянський (29.09.1931, Донецька обл. — 01.11.1995) — радянський і російський лікар-невролог, рефлексо- та апітерапевт. Доктор медичних наук.
Народився в Маріупольському районі Сталінської обл. (нині Донецька).
Закінчив з відзнакою лікувальний факультет Іжевського державного медичного інституту (1954).
З 1962 року завідувач неврологічним відділенням Вологодської обласної лікарні № 1. У 1962—1992 рр. головний позаштатний невролог Вологодської області.
Член правління Всесоюзного наукового товариства неврологів, голова вологодського обласного відділення цього товариства.
Організатор Всесоюзної конференції по апітерапії у Вологді у 1987 році.